# 中国农工民主党青海省委员会
中国农工民主党青海省委员会，简称农工党青海省委、青海农工党，是中国农工民主党在青海省的地方组织。